# Waterbury, Connecticut
Waterbury je grad u američkoj saveznoj državi Connecticut. Prema popisu stanovništva iz 2010. u njemu je živjelo 110.366 stanovnika.